# North Dalton
 (septembre 2023).
North Dalton est une paroisse civile et un village du Yorkshire de l'Est, en Angleterre.